# Engelbert Boström
Engelbert Boström, född den 12 oktober 1766 i Skara, död den 18 augusti 1846 i Stockholm, var en svensk jurist.
Boström var inskriven som student vid Uppsala universitet utan att avlägga examen. Han blev auskultant i Svea hovrätt 1787, extra ordinarie kanslist där 1788, extra ordinarie notarie vid kriminalprotokollet samma år, vice notarie vid civilprotokollet 1790, extra ordinarie fiskal 1791, ordinarie fiskal 1792, vice advokatfiskal 1794, adjungerad ledamot 1795, assessor 1798, hovrättsråd 1815 och vice president i hovrätten 1831. Boström beviljades avsked 1834. Han blev riddare av Nordstjärneorden 1822 och kommendör med stora korset av samma orden 1832.